# Billy J. Kramer
William Howard Ashton (19 de agosto de 1943), conocido profesionalmente como Billy J. Kramer, es un cantante de pop británico. Con The Dakotas, Kramer fue dirigido por Brian Epstein durante la década de 1960 y consiguió éxitos con varias composiciones de Lennon-McCartney nunca grabadas por The Beatles, entre ellas el número uno en el Reino Unido "Bad to Me" (1963). Kramer and the Dakotas consiguieron otro éxito en las listas del Reino Unido en 1964 con "Little Children" y alcanzaron el éxito en Estados Unidos como parte de la Invasión Británica. Desde el final del boom del beat, Kramer ha seguido grabando y actuando. Su autobiografía, Do You Want to Know a Secret, se publicó en 2016.

## Primeros años y carrera
Kramer creció como el menor de siete hermanos y asistió a la escuela secundaria St George of England, en Bootle. Luego hizo un aprendizaje de ingeniería en los Ferrocarriles Británicos y en su tiempo libre tocaba la guitarra rítmica en un grupo que él mismo había formado, antes de pasar a ser vocalista. El nombre de interpretación Kramer fue elegido al azar de una guía telefónica. John Lennon sugirió que se añadiera la "J" al nombre para distinguirlo añadiendo un "toque más duro". Kramer pronto llamó la atención de Brian Epstein, siempre a la búsqueda de nuevos talentos para añadir a su creciente lista de artistas locales. Kramer se convirtió en profesional, pero su grupo de acompañamiento, los Coasters, no estaba tan interesado, así que Epstein buscó los servicios de un grupo de Mánchester, los Dakotas, un combo que entonces respaldaba a Pete MacLaine.
Incluso entonces, los Dakotas no se unirían a Kramer sin un contrato de grabación propio. Una vez que el contrato se cerró, ambos grupos firmaron con Parlophone bajo la dirección de George Martin. Colectivamente, se llamaron Billy J. Kramer con los Dakotas para mantener sus propias identidades dentro del acto. Una vez que los Beatles se abrieron paso, se allanó el camino para una marea de Merseybeat y a Kramer se le ofreció la oportunidad de versionar "Do You Want to Know a Secret?", publicada por primera vez por los Beatles en su propio álbum de debut, Please Please Me. El tema había sido rechazado por Shane Fenton (más tarde conocido como Alvin Stardust), que buscaba un éxito que revitalizara su carrera.

## Éxito[3]
Con el productor discográfico George Martin, la canción "Do You Want to Know a Secret?" fue un número dos en la UK Singles Chart en 1963, (pero número uno en algunas listas), y fue respaldada por otra melodía inédita de los Beatles, "I'll Be on My Way". Después de este impresionante avance, otra pareja Lennon/McCartney, "Bad to Me" c/w "I Call Your Name", alcanzó el número uno. Vendió más de un millón de copias y recibió un disco de oro. "I'll Keep You Satisfied" terminó el año con un respetable número cuatro.
Kramer recibió una serie de canciones escritas por Lennon y McCartney, especialmente para él, que le lanzaron al estrellato. "I'll Keep You Satisfied", "From a Window", "I Call Your Name" (grabada por los propios Beatles) y "Bad to Me" le valieron apariciones en los programas de televisión Shindig!, Hullabaloo (presentado por el representante de los Beatles, Epstein) y The Ed Sullivan Show. (A Kramer también le habían ofrecido "I'm in Love" de Lennon/McCartney, y grabó una versión en octubre de 1963. Al final, se archivó y la canción se cedió a The Fourmost. En la década de 1990, un álbum recopilatorio de Kramer incluyó su versión, así como algunas bromas en el estudio de grabación en las que se podía escuchar la voz de Lennon).
Los Dakotas alcanzaron el Top 20 en 1963 en solitario con la composición de Mike Maxfield "The Cruel Sea", un instrumental retitulado "The Cruel Surf" en Estados Unidos, que posteriormente fue versionado por The Ventures. Le siguió una creación de George Martin, "Magic Carpet", en la que un piano cargado de eco tocaba la melodía junto a la guitarra de Maxfield. Pero se perdió por completo, y pasó un año antes de su siguiente lanzamiento. Los cuatro temas aparecieron en un EP ese mismo año.
Los tres éxitos escritos por Lennon y McCartney sugerían que Kramer siempre permanecería a la sombra de los Beatles, a menos que intentara algo diferente. A pesar de que le aconsejaron que no lo hiciera, rechazó la oferta de otra canción de Lennon/McCartney, "One and One Is Two", e insistió en grabar el éxito de las listas de Estados Unidos "Little Children". Se convirtió en su segundo éxito en las listas de éxitos y en su mayor éxito. En Estados Unidos, "Little Children" fue respaldada por "Bad to Me". Este fue el único sencillo de debut de un acto en el Hot 100, cada uno de cuyos lados por separado alcanzó el Top 10 de esa lista (N.º 7 y N.º 9, respectivamente). "From a Window", una composición de Lennon/McCartney, fue su segundo y último sencillo en el Reino Unido de 1964, y se convirtió en un éxito del Top 10.

## Después del pico
El sencillo de Kramer de 1965 "It's Gotta Last Forever" supuso un cambio de enfoque hacia la balada. No llegó a las listas, aunque la versión de Kramer de "Trains and Boats and Planes" de Bacharach y David eclipsó la versión de Anita Harris en el Reino Unido, alcanzando el número 12. Todos los lanzamientos posteriores no llegaron a las listas de éxitos.
Las filas de los Dakotas se reforzaron con la inclusión de Mick Green, antiguo guitarrista de la banda londinense The Pirates, que respaldaba a Johnny Kidd. Esta formación grabó algunos temas que no coincidían con el estilo habitual del baladista. Entre ellas, una versión de "When You Walk in the Room" y "Sneakin' Around". El último trabajo de los Dakotas con Kramer fue el blues "Oyeh!", pero también fracasó.

## En la actualidad
Después de publicar "We're Doing Fine", que tampoco llegó a las listas de éxitos, el cantante y el grupo se separaron. Kramer vivía entonces en Rugby, Warwickshire, tras casarse allí con una mujer local, Ann Ginn, en 1968. Tuvo una carrera en solitario durante los siguientes diez o quince años aproximadamente, trabajando en el cabaret y en la televisión con su nueva banda, de nuevo de la zona de Mánchester, formada por Pete Heaton (bajo), John Miller (batería) y Tim Randles (guitarra) - que más tarde vio cambios con Bob Price ahora en el bajo, y Roger Bell en la guitarra. A finales de la década de 1970, Kramer se asoció con los músicos de Bedford Mike Austin (bajo), Max Milligan (guitarra) y John Dillon (percusión), y el único miembro constante a lo largo de los cambios de músicos en esta época fue su ingeniero de sonido Stewart Oakes, actuando en cabaret en el Reino Unido y Europa, al tiempo que grababa "San Diego" y "Ships that Pass in the Night" - después de lo cual Kramer finalmente se fue a vivir a los Estados Unidos.
Los Dakotas se volvieron a formar a finales de la década de 1980 y reclutaron al vocalista Eddie Mooney y al músico de sesión Toni Baker. Todavía hacen giras y grabaciones. Otros miembros actuales son el batería Pete Hilton y el guitarrista Alan Clare.
En 1983, Kramer lanzó un sencillo en solitario con el sello RAK Records, "You Can't Live on Memories" / "Stood Up", que no llegó a las listas de éxitos. Al año siguiente, 1984, lanzó "Shootin' the Breeze" / "Doris Day Movie" en 'Mean Records'. De nuevo, no llegó a las listas de éxitos.
En 2005, Kramer grabó la canción "Cow Planet" para Dog Train, el álbum infantil de Sandra Boynton. Boynton, que es fan de Kramer desde hace mucho tiempo, lo había buscado para su proyecto: en 1964, a la edad de 11 años, Little Children fue el primer álbum que compró.
A finales de 2012, Kramer volvió al estudio por primera vez en años para grabar un nuevo CD, I Won the Fight, que se publicó en 2013. El CD incluye algunas canciones nuevas escritas por Kramer, así como algunas versiones.
En 2013, Kramer proporcionó la introducción a la novela gráfica The Fifth Beatle de Vivek Tiwary. El libro salió a la venta en noviembre y pasó varias semanas en la lista de los más vendidos de The New York Times, llegando al número 1 en su tercera semana de lanzamiento. También lanzó un nuevo álbum, titulado I Won the Fight.
En 2015, Kramer formó parte de la gira del 50 aniversario de la Invasión Británica, actuando en Estados Unidos y el Reino Unido. Al año siguiente se publicó su autobiografía Do You Want to Know A Secret, coescrita con Alyn Shipton.